# Karl Kriebel
Karl Kriebel (1888 en Lorena - 1961) fue un general alemán de la Segunda Guerra Mundial. Fue uno de los primeros en recibir la Cruz de Caballero de la Cruz de Hierro, en julio de 1940.

## Biografía
Karl Kriebel nació el 26 de febrero de 1888 en Metz, una bulliciosa villa de guarnición de Alsacia-Lorena. Con su cinturón fortificado, Metz es entonces la primera plaza fuerte del Reich alemán, constituyendo un lugar de guardia de oficiales superiores y generales. Como su compatriota Hans von Salmuth, el joven Karl recurre naturalmente a la profesión de las armas. Comienza su formación militar en 1907, en el ejército real de Baviera. Kriebel es asignado al 1.º regimiento de infantería bávara. Después de la escuela militar en Múnich, Karl Kriebe es promovido a subteniente en mayo de 1909.

### Primera Guerra Mundial
A principios de la Primera Guerra Mundial, el subteniente Kriebel parte al frente como Regimentsadjutant, adjunto-mayor del regimiento. Ahí, es gravemente herido después de algunos días de combate. En noviembre de 1914, Kriebel está ya de vuelta en su regimiento. El 19 de mayo de 1915, es promovido a Oberleutnant, lugarteniente. A partir del otoño de 1917, el teniente Kriebel conoció varias asignaciones. El 22 de marzo de 1918, Kriebel es promovido a Hauptmann, capitán. Durante la guerra,  Karl Kriebel recibió varias medallas, entre ellas la Cruz de Hierro de 1.ª y 2.ª clases.

### Entreguerras
Después de la guerra, Karl Kriebel permanece en el Reichswehr, el nuevo ejército alemán con efectivos reducidos. Asignado primero al 19.º Regimiento de Infantería, fue asignado al estado mayor de la 7.ª División en 1922. En 1924, Kriebel es asignado a la 2.ª División de Caballería en Breslavia. Fue asignado al 3.º Regimiento de Caballería en Rathenow, en 1928. Ahí es promovido a Mayor, comandante, en julio de 1929. Después de pasar por el Gruppenkommando 1 de Berlín, Kriebel es asignado al estado mayor de la 4.ª División del Reichswehr. Promovido a Oberstleutnant, Teniente Coronel, en octubre de 1933, Karl Kriebel es nombrado a la cabeza del 1.º batallón del 19.º Regimiento de Infantería al año siguiente. El 1 de septiembre de 1935, Kriebel es ascendido a Oberst, coronel, antes de ser nombrado a la inspección de las escuelas militares. En marzo de 1938, es nombrado comandante de la escuela de guerra de Dresde. En este puesto, el coronel Kriebel es promovido a Generalmajor, general de brigada, el 1 de abril de 1939.

### Segunda Guerra Mundial
En agosto de 1939, Karl Kriebel es nombrado Kommandeur  de la 56.ª División de Infantería. Después de la campaña de Polonia, el general Krieber regresa al frente occidental. El 4 de julio de 1940, recibe la Ritterkreuz des Eisernen Kreuzes, la Cruz de Caballero de la Cruz de Hierro, por su acción en combate. El 1 de agosto de 1940, Kriebel es promovido a Generalleutnant, general de división. Con la 46.ª División de Infantería, el general Kriebel en enviado a los Balcanes. Después de varias asignaciones, Kriebel es nombrado inspector de reclutamiento en Núremberg. El 1 de abril de 1943, Karl Kriebel es ascendido a General de Infantería, general de cuerpo de ejército, y nombrado adjunto del Comandamiento general del VII. Cuerpo de Ejército en Múnich. Más tarde, Kriebel también es nombrado gobernador del Wehrkreis VII, la 7.ª región militar del Reich. Después del atentado del 20 de julio de 1944, Kriebel participó, en agosto de 1944, en la corte de honor de la Wehrmacht, encargada de juzgar a los conjurados. Después de la capitulación, el general Kriebel permanece en cautividad, hasta 1947.
Karl Kriebel murió el 28 de noviembre de 1961 en Aufkirchen, en Alemania.

## Mandos
- 1938-1939 Comandante de la Escuela militar de Dresde
- 1939-1940 Comandante de la 56.ª División
- 1940-1941 Comandante de la 46.ª División
- 1942-1943 Inspector de reclutamiento en Núremberg
- 1943-1945 Comandante del 7.º distrito militar

## Distinciones
- Cruz de Hierro (1914) 2.ª y 1.ª clases;[4]
- Orden Militar al Mérito bávara con espadas y con corona, 4.ª clase;[4]
- Broche de la Cruz de Hierro 2.ª y 1.ª clases;
- Cruz de Caballero de la Cruz de Hierro el 4 de julio de 1940[5]